# IndyCar Series
NTT IndyCar Series (укр. Серія ІндіКар) — найпрестижніша серія автоперегонів з відкритими колесами Північної Америки. Була заснована 1996 як Інди Гоночна Ліга (Indy Racing League — IRL), що 2003 отримала сучасну назву. Впродовж 1996 — 2007 конкурувала за першість з серією Champ Car, з якою утворила 2008 спільний чемпіонат.

## Історія
Президент Індіанаполіс Мотор Спідвей Тоні Джордж у листопаді 1991 і організатор перегонів Індіанаполіс 500 запропонував створити компанію Indy Car Inc., що не найшло підтримки у Championship Auto Racing Teams (CART), яка з 1979 організовувала перегони Champ Car. У лютому 1992 CART тримав ліцензію на назву «IndyCar», у той час як Тоні Джордж заснував Indy Car Inc. (IRL) Для підвищення значення перегонів Індіанаполіс 500 у березні 1994 Джордж оголосив про створення світової серії перегонів — Indy Racing League, проти чого безуспішно протестував CART. У вересні 1995 було завершено організацію серії перегонів, у яких більшість команд відмовились брати участь. У січні 1996 провели перші перегони в Орландо. До 2004 Indy Car Inc. проводила в рік три перегони на овальних треках.
Серед перегонів Indianapolis 500 зберігав найвищі рейтинги, а рейтинг перегонів Champ Car знижувався і залишок сезону пройшов без глядачів. Через це команди CART вирішили брати участь у Інді 500, де 2000 перемогла команда Chip Ganassi і Хуан-Пабло Монтойя.
З сезону 2002 одна з найбільших команд Пенске Рейсінг перейшла до IRL. У наступному сезоні IRL офіційно отримала право використовувати назву IndyCar Series і до неї приєдналось ще декілька відомих команд. З 2006 IndyCar Series уклали угоду Simmons-Abramson Marketing (Джин Сіммонс бас-гітарист групи Kiss) з для просування реклами змагань. З 2008 спонсором змагань стало DirecTV.
З 5 листопада 2009 спонсором стала Izod, сплачуючи впродовж 5 років по 1 млн. доларів, а загальна сума угоди мала б становити 10 млн доларів. З 2013 угода була припинена. З 14 березня 2014 спонсором оголошено телекомунікаційну компанію Verizon Wireless.
У сезоні 2015 16 перегонів пройдуть з 29 березня по 16 серпня. У візьме участь 13 команд і 29 гонщиків.

## Боліди

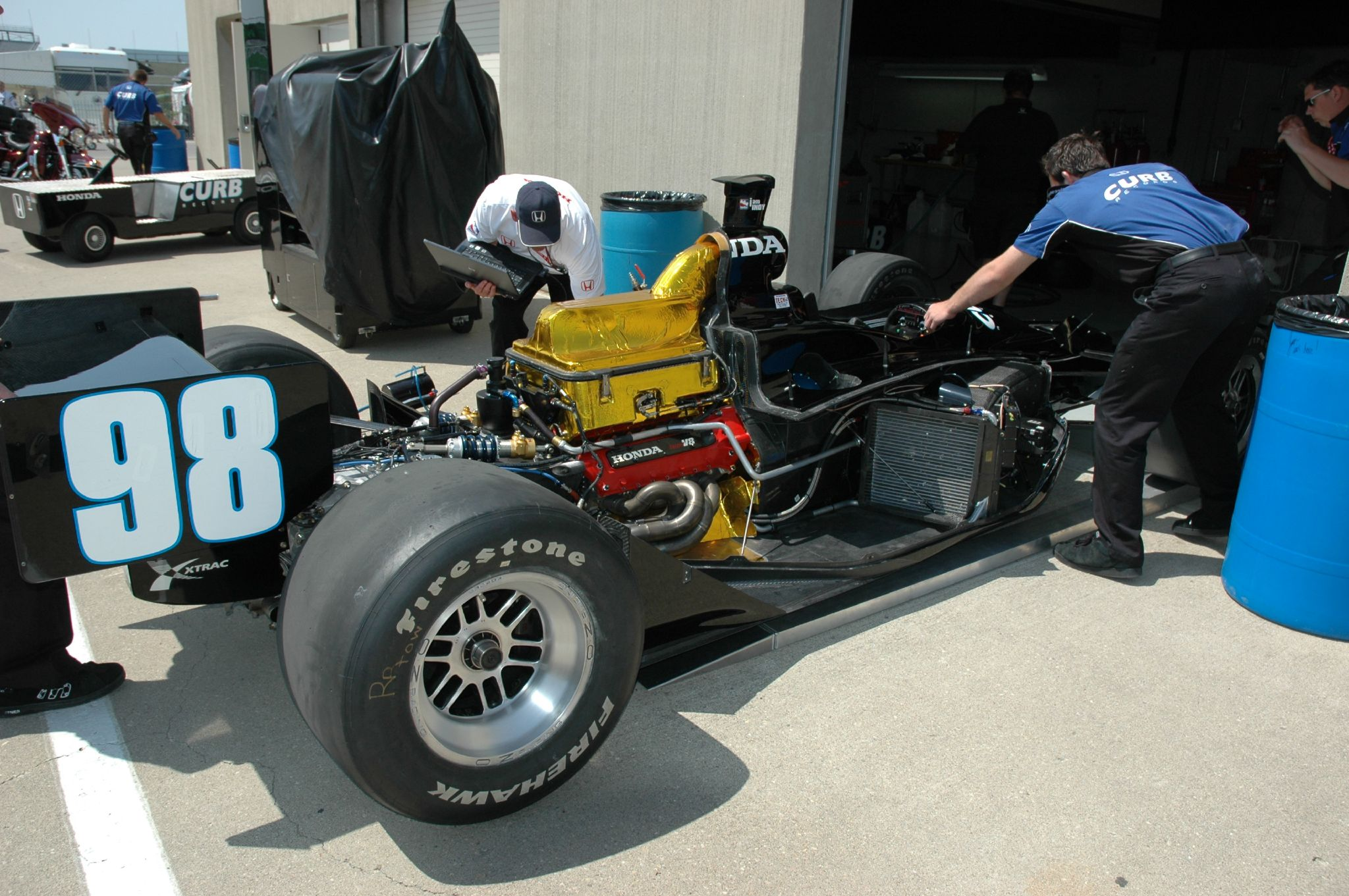
Мотор Honda Indy V8

На відміну від перегонів Формули-1 команди не будують свої боліди, а купують готові. З 2004 переможцями чемпіонату ставали боліди компанії Dallara, яка 2010 підписала контракт на виготовлення шасі і з 2012 команди використовують шасі Dallara DW12, яке того року в 51 перегонах отримало 51 перемогу, 51 поул-позишн, 51 найшвидше коло. На дане шасі команди могли встановити мотори Honda HI14TT Indy V6 чи Chevrolet Indy V6 об'ємом 2.200 см³, потужність 650–670 к.с.. Команди самостійно можуть розробляти передні і задні антикрила, форму корпусу, але вони повинні бути доступними для усіх команд за ціною до 70.000 доларів і впродовж року можна використовувати не більше двох комплектів. Завдяки великому бюджету команд проводять дослідження у аеродинамічній трубі, розробляючи і продаючи нові конструкції.
За час існування даної серії перегонів загинуло 4 гонщики (1996, 2003, 2006, 2011), декілька отримали серйозні травми. Після цього розпочались роботи з посилення їхньої безпеки — зміни форми зовнішніх стінок овальних трас (SAFER barrier), модифікація конструкції задньої частини болідів для зменшення сили удару.
У 1960-х роках стали використовувати метанол як паливо, що призвело до збільшення кількості піт-стопів. У сезонах 2004/2005 ввели 6-ступеневі коробки передач, атмосферний мотор V8 об'ємом 3,0 л. З сезону 2006 ввели 10% вміст етанолу, з 2007 100% паливний етанол. Об'єм моторів збільшили до 3,5 л, паливного бака зменшили з 30 до 22 галонів (83 літри) для збереження кількості піт-стопів. З 2012 ввели мотори об'ємом 2,2 л з турбокомпресором.

### Dallara DW12
- Шасі Dallara DW12 — вуглепластиковий монокок з кевларовими елемантами
- Мотори — Ilmor-Chevrolet Indy V6 • Honda HI14TT Indy V6
- Об'єм — 2,2 л (2.200 см³) DOHC V6
- Коробка передач — 6-ступенева автоматична преселективн[en]а
- Вага — 701 кг (для овальних) • 714 кг (для дорожніх) разом з водієм
- Потужність — 650–670 к.с. (485–500 кВт)
- Паливо — Sunoco[en] E85 Етанол
- Паливний бак — 18,5 галонів США (70 літрів)
- Подача повітря — подвійний турбокомпресор
- Довжина — 5.011 мм
- Ширина — 1.994 мм (колісні диски) • 1.968 мм (кузов)
- Висота — 1.016 мм (з винятками)
- Колісна база — 2.997,2—3.073,4 мм
- Шини — Firestone
  - Передні — 305/45 — R15
  - Задні — 415/40 — R15

## Переможці
|           |                                     |                                            |                         |               |                                 |  |
| Рік       | Водій                               | Команда                                    | Шасі                    | Мотор         | Новачок року                    |  |
| 1996      | США • Скотт Шарп США • Бузз Калкінс | A. J. Foyt Enterprises Bradley Motorsports | Lola Reynard Motorsport | Ford-Cosworth | . _                             |  |
| 1996—1997 | США • Тоні Стюарт                   | Team Menard                                | G-Force                 | Oldsmobile    | США • Джим Кутрі                |  |
| 1998      | Швеція • Кенні Брек                 | A. J. Foyt Enterprises                     | Dallara                 | Oldsmobile    | США • Роббі Унзер               |  |
| 1999      | США • Грег Рей                      | Team Menard                                | Dallara                 | Oldsmobile    | США • Скотт Харрінгтон          |  |
| 2000      | США • Будді Лез'єр                  | Hemelgarn Racing                           | Dallara                 | Oldsmobile    | Бразилія • Айртон Дер           |  |
| 2001      | США • Сем Хорніш. мол.              | Panther Racing                             | Dallara                 | Oldsmobile    | Бразилія • Феліпе Джаффоне      |  |
| 2002      | США • Сем Хорніш. мол.              | Panther Racing                             | Dallara                 | Chevrolet     | Франція • Редон Лоран           |  |
| 2003      | Нова Зеландія • Скотт Діксон        | Chip Ganassi Racing                        | G-Force                 | Toyota        | Велика Британія • Ден Уелдон    |  |
| 2004      | Бразилія • Тоні Канаан              | Andretti Autosport                         | Dallara                 | Honda         | Японія • Косуке Мацуура         |  |
| 2005      | Велика Британія • Ден Уелдон        | Andretti Autosport                         | Dallara                 | Honda         | США • Даніка Патрік             |  |
| 2006      | США • Сем Хорніш. мол.              | Пенске Рейсінг                             | Dallara                 | Honda         | США • Марко Андретті            |  |
| 2007      | Велика Британія • Даріо Франкітті   | Andretti Autosport                         | Dallara                 | Honda         | США • Райан Хантер-Рей          |  |
| 2008      | Нова Зеландія • Скотт Діксон        | Chip Ganassi Racing                        | Dallara                 | Honda         | Японія • Муто Гідекі            |  |
| 2009      | Велика Британія • Даріо Франкітті   | Chip Ganassi Racing                        | Dallara                 | Honda         | Бразилія • Рафаель Матос        |  |
| 2010      | Велика Британія • Даріо Франкітті   | Chip Ganassi Racing                        | Dallara                 | Honda         | Велика Британія • Алекс Лойд    |  |
| 2011      | Велика Британія • Даріо Франкітті   | Chip Ganassi Racing                        | Dallara                 | Honda         | Канада • Джеймс Хінкліфф        |  |
| 2012      | США • Раян Хантер-Рей               | Andretti Autosport                         | Dallara                 | Chevrolet     | Франція • Сімон Пажено          |  |
| 2013      | Нова Зеландія • Скотт Діксон        | Chip Ganassi Racing                        | Dallara                 | Honda         | Франція • Тристан Вотьє         |  |
| 2014      | Нова Зеландія • Уілл Пауер          | Пенске Рейсінг                             | Dallara                 | Chevrolet     | Колумбія • Карлос Муньос        |  |
| 2015      | Нова Зеландія • Скотт Діксон        | Chip Ganassi Racing                        | Dallara                 | Honda         | Колумбія • Габбі Чавес          |  |
| 2021      | Іспанія • Алекс Палоу               | Chip Ganassi Racing                        | Dallara                 | Honda         | Нова Зеландія • Скотт Маклафлін |  |